# Pfarrkirche Arzl (Innsbruck)

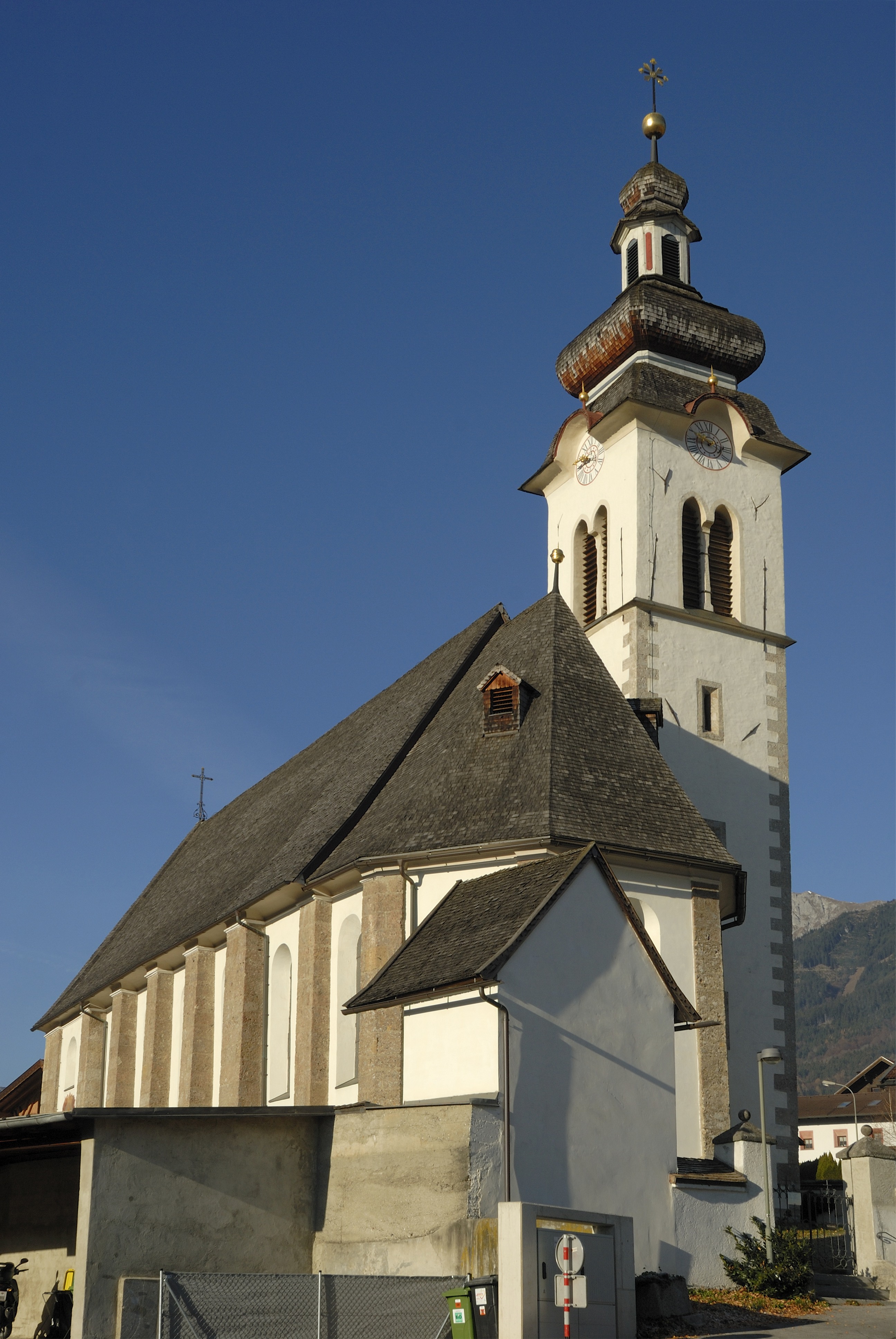
Pfarrkirche Arzl von Osten

Die Pfarrkirche Arzl ist die katholische Pfarrkirche des Innsbrucker Stadtteils Arzl. Die vom ehemaligen Friedhof umgebene Kirche liegt im Ortskern und bildet mit den umliegenden Bauernhäusern den Rest der dörflichen Struktur. Der ursprünglich gotische Bau erhielt 1735–1737 seine heutige barocke Form. Die Kirche ist den hll. Johannes der Täufer, Johannes Evangelist und Johannes Nepomuk geweiht und steht unter Denkmalschutz.

## Geschichte
Die Kirche wurde 1237 erstmals urkundlich erwähnt, ist aber wesentlich älter. Der früheste archäologisch erschlossene Bau ist eine gemauerte Saalkirche mit nicht eingezogener Apsis, die nach Typus und Bautechnik vermutlich ins 8. Jahrhundert zu datieren ist. Vermutlich im 12. Jahrhundert kam es zu einem Neubau. 1480 wurde ein Neubau geweiht, der die ältere nördliche Langhauswand weiterverwendete und im Kern heute noch erhalten ist. Von 1735 bis 1737 wurde die Kirche nach Plänen von Franz de Paula Penz barock umgebaut und um ein Joch nach Westen verlängert. Die gotischen Spitzbogenfenster wurden durch Rundbögen ersetzt und das Innere eingewölbt und mit Stuck versehen. 1867 wurde die Kirche renoviert und mit einer historisierenden Farbgebung mit bunten Glasfenstern und Freskenmalerei von Andreas Leitl versehen, die 1930/31 wieder entfernt wurde. 1965 kam es zu einer liturgischen Neuordnung entsprechend der Liturgiereform des Zweiten Vatikanischen Konzils, der Chorbereich wurde erhöht und die Seitenaltäre entfernt.
Ursprünglich gehörte Arzl zur Mutterpfarre Thaur, erhielt aber bereits 1378 eine Priester- und Messstiftung. 1768 wurde Arzl zur Lokalie und 1891 zur eigenständigen Pfarre erhoben. 1959/60 wurde in der stark wachsenden Siedlung Neu-Arzl am Talboden die Piuskirche erbaut, die zunächst Sitz eines Pfarrvikariats und 1975 als eigenständige Pfarre von Arzl abgetrennt wurde.

## Beschreibung

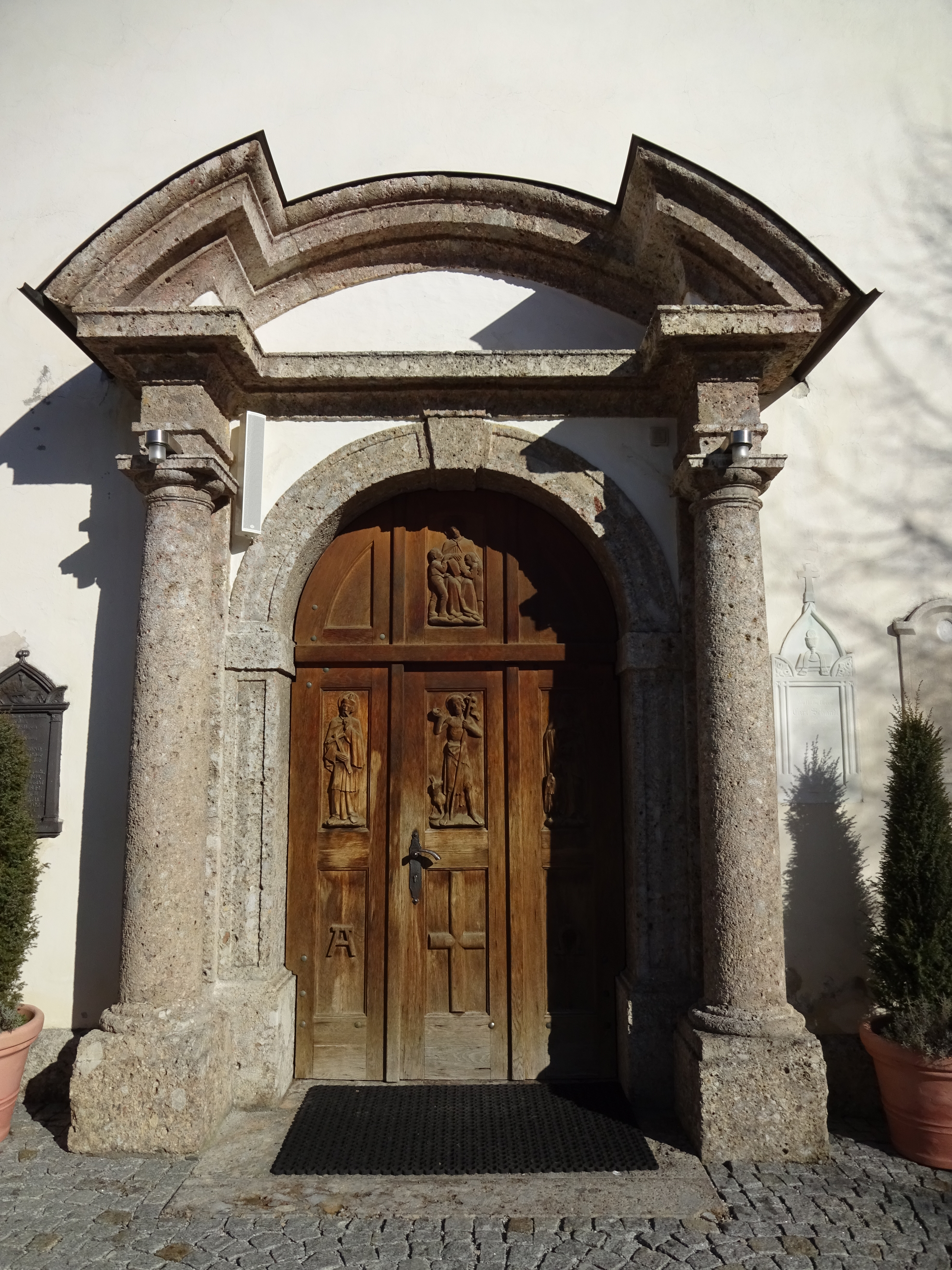
Barockes Westportal

### Äußeres
Die vom ehemaligen Friedhof umgebene Kirche besteht aus einem einschiffigen, fünfjochigen Langhaus und einem zweijochigen, ab dem zweiten Joch eingezogenen Chor mit 5/8-Schluss. Langhaus und Chor sind mit kräftigen Nagelfluhpfeilern gegliedert. An der Nordseite ist der massive, im Kern mittelalterliche Turm angebaut. Der Kirchturm hat eine Höhe von ca. 36 m (inkl. Kreuz). Glockengeschoß und Helm wurden nach einem Brand 1756 barockisiert. Die Westfassade weist ein steiles Giebeldach und ein barockes Säulenportal mit einem gesprengten Segmentbogengiebel auf. Die hölzerne Tür mit Reliefs der drei Kirchenpatrone und des hl. Petrus Canisius wurde 1947 von Hans Buchgschwenter geschaffen.

### Inneres

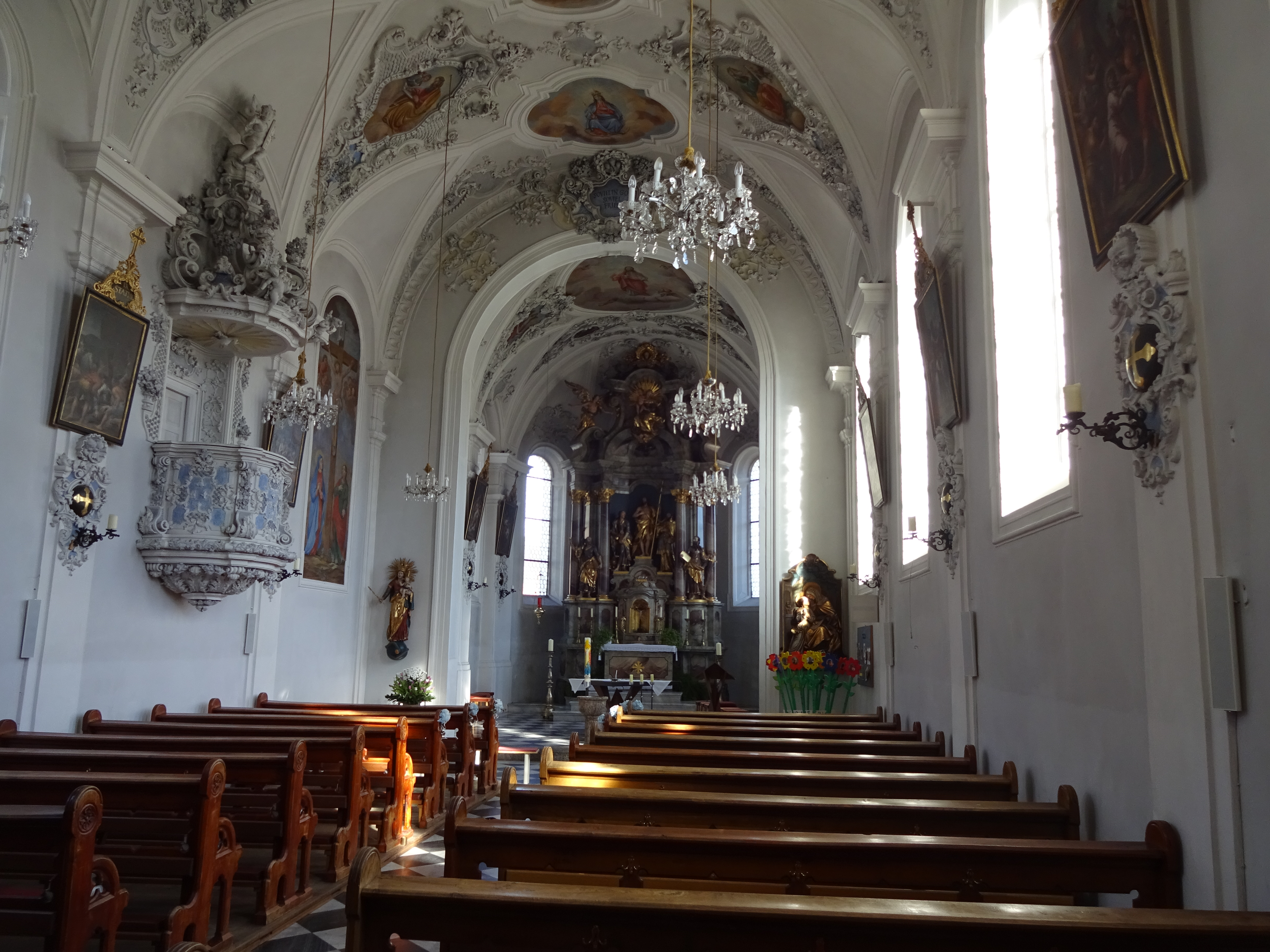
Innenansicht, Blick zum Chor

Das Innere ist im Langhaus und Chor mit flachen, lisenenartigen Pilastern mit Rücklagen gegliedert, das westlichste Joch ist gegen Süden etwas verbreitert. Das Langhaus ist mit einem Tonnengewölbe mit Stichkappen versehen, Chor mit einem Tonnengewölbe und einer Konche mit Stichkappen. Das Langhaus und der leicht aus der Achse gerückte Chor sind durch eine barocke Triumphbogenwand getrennt. Die barocke Stuckdekoration an Wänden und Decke stammt von Anton Gigl von 1737. Die Deckenmalereien wurden 1930/31 von Franz Singer geschaffen. Der Raum wird durch Rundbogenfenster mit schräg geschnittenen Laibungen und mehrfach profilierter, zarter Stuckrahmung an der Südseite des Langhauses und im Chor belichtet.
Der barocke Hochaltar zeigt anstelle eines Altarbildes die von Stefan Föger geschaffenen Statuen des hl. Johannes des Täufers, des hl. Johannes Evangelist und des hl. Johannes Nepomuk, flankiert von den Aposteln Petrus und Paulus. Die Figuren an der Kanzel stammen ebenfalls von Stefan Föger.